# پیتر ریجرت
پیتر ریجرت (به انگلیسی: Peter Riegert) (زاده ۱۱ آوریل ۱۹۴۷) بازیگر و فیلم‌نامه‌نویس آمریکایی است.

## بخشی از فیلم‌شناسی
- در میدلتون (۲۰۱۴)
- ما باغ وحش خریدیم (۲۰۱۱)
- چگونه سگ همسایه خود را بکشید (۲۰۰۲)
- شور ذهن (۲۰۰۰)
- جری و تام (۱۹۹۸)
- خون‌سرد (۱۹۹۵)
- ماسک (۱۹۹۴)
- فوت کرد (۱۹۹۲)
- اسکار (۱۹۹۱)
- هدف از زیبایی (۱۹۹۱)
- عبور از دلنسی (۱۹۸۸)
- بیگانه (۱۹۸۷)
- یک مرد عاشق (۱۹۸۷)
- قهرمان محلی (۱۹۸۳)
- خانه حیوانات (۱۹۷۸)